# Supplicatio

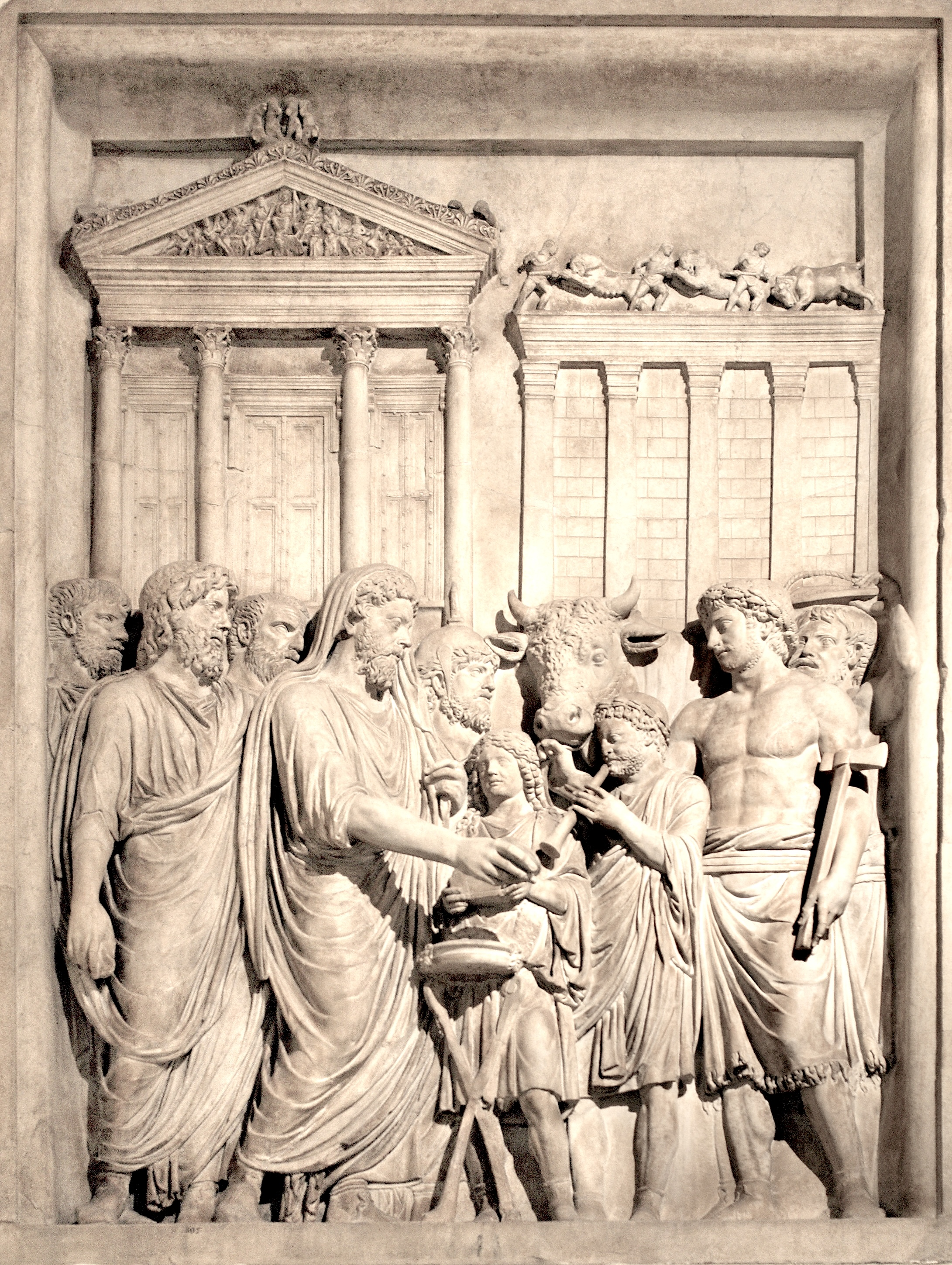
L'empereur Marc Aurèle (161-180 ap. J.-C.) et les membres de la famille impériale effectuant une supplication gratulatoire, sous forme de sacrifice, sur le Capitole en reconnaissance de la victoire romaine contre les tribus germaniques. Bas-relief, Rome, musée du Capitole.

La supplicatio est une cérémonie de la religion romaine, qui avait lieu dans des occasions particulières sur décision du Sénat, qui en fixait les modalités et la durée. Léon Halkin distingue trois types de supplications chez les Romains : la supplication expiatoire, la supplication propitiatoire et la supplication gratulatoire (ou supplication d'action de grâces).

## Caractères généraux de lasupplicatio
Étymologiquement, le terme supplicatio dérive de supplico, qui lui-même vient de l'adjectif supplex. L'étymologie usuellement admise décompose ce mot en sub plecs, c'est-à-dire celui de se trouve plié au pied de et l'interprète comme un rite de  prosternation devant la majesté des dieux. Gérard Freyburger rejette cette théorie, car la pratique de la prosternation n'est attestée  ni par les textes ni par les représentations. De surcroit les auteurs anciens, Festus, Plaute, Tite-Live et Pline l'Ancien rapprochaient le mot supplico de supplico, avec le sens d'apaiser. Selon les indications des auteurs antiques, le rituel comprenait des prières, des libations et des sacrifices.
Ce rituel est attesté pour la première fois au Ve siècle av. J.-C. en -449, mais existait sans doute dès la période royale. Jules Toutain et A. K. Lake ont montré qu'il s'agit d'un rite d'origine romaine et non grecque. Le rituel historiquement attesté est rare durant les périodes archaïques et ne devient plus courant qu'à partir de la deuxième guerre punique.

## La supplication expiatoire
Lorsqu'une calamité telle qu'une famine ou une épidémie s'abattait sur le peuple romain, souvent accompagnée de prodiges, les Romains y voyaient le signe que la pax deorum, c'est-à-dire la bonne entente entre les dieux et eux (grâce à laquelle ils bénéficiaient de leur faveur et de leur soutien), était rompue. Pour calmer la colère des dieux et implorer leur pardon, le Sénat pouvait – en général après avoir fait consulter les Livres sibyllins – décréter une supplicatio.
Cette forme de supplicatio portait parfois le nom d’obsecratio, mais ce mot désignait d'abord la prière par laquelle on essayait d'obtenir le pardon des dieux. La cérémonie durait d'un à trois jours, pendant lesquels toute la population se rendait dans les temples pour y offrir libations et sacrifices.
Une cinquantaine de supplications de ce type sont attestées à partir du Ve siècle av. J.-C., notamment pendant la deuxième guerre punique. Elles deviennent plus rares ensuite et disparaissent entièrement vers le milieu du Ier siècle ap. J.-C.

## La supplication propitiatoire
La supplication propitiatoire n'avait pas une fonction réparatrice comme la supplication expiatoire, mais une fonction préventive. Il s'agissait de demander aux dieux de préserver Rome d'un danger qui la menaçait, comme une invasion ou le risque d'une défaite. Le rituel était pratiquement le même que pour la supplication propitiatoire. Le Sénat n'eut pas souvent recours à cette supplication ; les exemples connus se situent à l'époque de la deuxième guerre punique ou dans la décennie qui suivit. Mais on connaît aussi quelques cas de supplications spontanées, à l'initiative de matrones romaines. Sous l'Empire, on rencontre quelques exemples de supplications décrétées pour demander le maintien ou le retour de la santé de l'empereur.

## La supplication gratulatoire
La supplication gratulatoire est une cérémonie d'action de grâces décrétée pour remercier les dieux d'avoir accordé la victoire à l'armée romaine. À la différence des deux premières formes, associées à la crainte et à l'angoisse, la supplication d'action de grâces se déroule dans l'allégresse. Le premier exemple connu se situe en 449 av. J.-C., où un jour de supplications est décrété par le Sénat en l'honneur des victoires des consuls L. Valerius Publicola Potitus sur les Èques et M. Horatius Barbatus sur les Sabins ; le peuple y ajouta spontanément un second jour. Au cours de la guerre civile mettant progressivement fin à la République, en 43 av. J.-C., le Sénat accorda par deux fois des supplications d'une durée de cinquante jours, à l'initiative de Cicéron.
Pour le général victorieux, la supplication s'inscrit dans une suite d'honneurs qui commence avec la salutation impératorienne, sur le champ de bataille, et peut s'achever par le triomphe. Comme pour le triomphe, mais avec des exigences moindres en ce qui concerne le nombre de victimes ennemies, il faut qu'un certain nombre de conditions soient remplies : le général doit être revêtu de l’imperium à titre personnel et avoir remporté la victoire sous ses propres auspices, il doit s'agir d'une guerre étrangère (et non pas civile) et légitime (bellum iustum, engagé en accord avec les règles du droit romain de la guerre), il faut qu'il s'agisse d'une victoire décisive, avec beaucoup de morts dans le camp ennemi ; en revanche, il n'est pas exigé, à la différence du triomphe, que la campagne soit terminée.
Au Ier siècle av. J.-C., la signification de ce rituel évolue : il s'agit théoriquement de remerciements aux dieux, mais dans la réalité cela devient surtout un honneur rendu au général. Peu à peu, les considérations politiques l'emportent sur les préoccupations religieuses. Des supplications sont décidées pour des motifs autres que la victoire sur un ennemi extérieur : par exemple, en 43, la conclusion du second triumvirat ou, en 30, la mort d'Antoine. Des honneurs complémentaires sont accordés au bénéficiaire, comme l'érection d'une statue équestre dorée sur le forum, accordée à Lépide en 43, à l'initiative de Cicéron. En outre, pour perpétuer la mémoire de certains événements, le Sénat se mit à décréter des supplications annuelles à date fixe : la première fois, ce fut en 44, en l'honneur de César, pour célébrer l'anniversaire de sa naissance et des jours où il avait remporté ses victoires; Octavien obtint par la suite des honneurs comparables.
Sous l'Empire, la supplication d'action de grâces se maintient jusque vers la fin du IIIe siècle. Seul imperator et seul détenteur des auspices majeurs, l'empereur est le seul bénéficiaire de l'honneur des supplications. Auguste indique dans les Res gestae qu'il en a été honoré par décision du Sénat à cinquante-cinq reprises. Mais les supplications sont parfois votées pour des motifs qui n'ont rien à voir avec une victoire militaire, tels que l'échec d'une conspiration, les succès poétiques de Néron ou même les assassinats d’Agrippine et d’Octavie, présentés comme des événements bénéfiques pour Rome. Des supplications étaient également décidées par les autorités locales dans certaines villes d'Italie ou de province, comme Cumes ou Narbonne.